# Tygodnik Powszechny
Tygodnik Powszechny (übersetzt Allgemeine Wochenzeitung) ist eine seit dem 24. März 1945 erscheinende katholische polnische Zeitung.

## Geschichte und Profil
Die Zeitung, die sich selber gemäß ihrem Untertitel als „katholisches soziokulturelles Blatt“ versteht, erscheint in Krakau. Sie war neben dem später verbotenen Tygodnik Warszawski von Anfang an als Versuch gedacht, sich gegen die Dominanz der kommunistischen Medien in der Volksrepublik Polen zu wehren.
1953 wurde sie von den Machthabern verboten, weil sie sich weigerte, einen Nekrolog auf Josef Stalin abzudrucken. Das Verbot wurde mit dem Machtwechsel 1956 von Parteichef Władysław Gomułka wieder aufgehoben.
Als Forum katholischer Intellektueller war der Tygodnik eng verbunden mit der Gruppierung Znak, die jahrelang nicht-kommunistische Abgeordnete im polnischen Sejm stellte, sowie später mit der 1976 gegründeten Oppositionsbewegung KOR und der Solidarność. Nach Verhängung des Kriegszustandes im Dezember 1981 wurde das Erscheinen der Zeitung für einige Monate gestoppt.
Seit den 1990er Jahren häuften sich wegen angeblich zu liberaler Positionen die Konflikte mit der katholischen Hierarchie Polens.
Der intellektuelle Führungsanspruch, den der Tygodnik Powszechny seit seiner Gründung unter der Ägide des charismatischen Chefredakteurs Jerzy Turowicz verkörperte, der dem Blatt mehr als 50 Jahre bis 1999 vorstand, manifestierte sich in einer Reihe prominenter Mitarbeiter wie Stefan Kisielewski, Stanisław Stomma, Józef Tischner, Bogusław Sonik oder des Erzbischofs von Krakau, Karol Wojtyła. Von 1999 bis 2011 war der liberale Marianer-Pater Adam Boniecki Chefredakteur der Zeitung.
Für seine Verdienste um die deutsch-polnische Aussöhnung wurde der Tygodnik Powszechny im Oktober 2005 mit dem DIALOG-Preis des Bundesverbandes deutsch-polnischer Gesellschaften ausgezeichnet.

## Besitzverhältnisse
2008 beteiligte sich die Mediengruppe ITI  an der Zeitung und hielt bis 2011 mit 53 % eine knappe Mehrheit der Anteile. Der ITI-Vorstand sicherte dem Blatt vertraglich redaktionelle Unabhängigkeit zu. 2011 zog sich ITI zurück, Besitzer und Herausgeber ist seitdem die Stiftung des Tygodnik Powszechny (Fundacja Tygodnika Powszechnego).